# Parc national de Yangudi Rassa

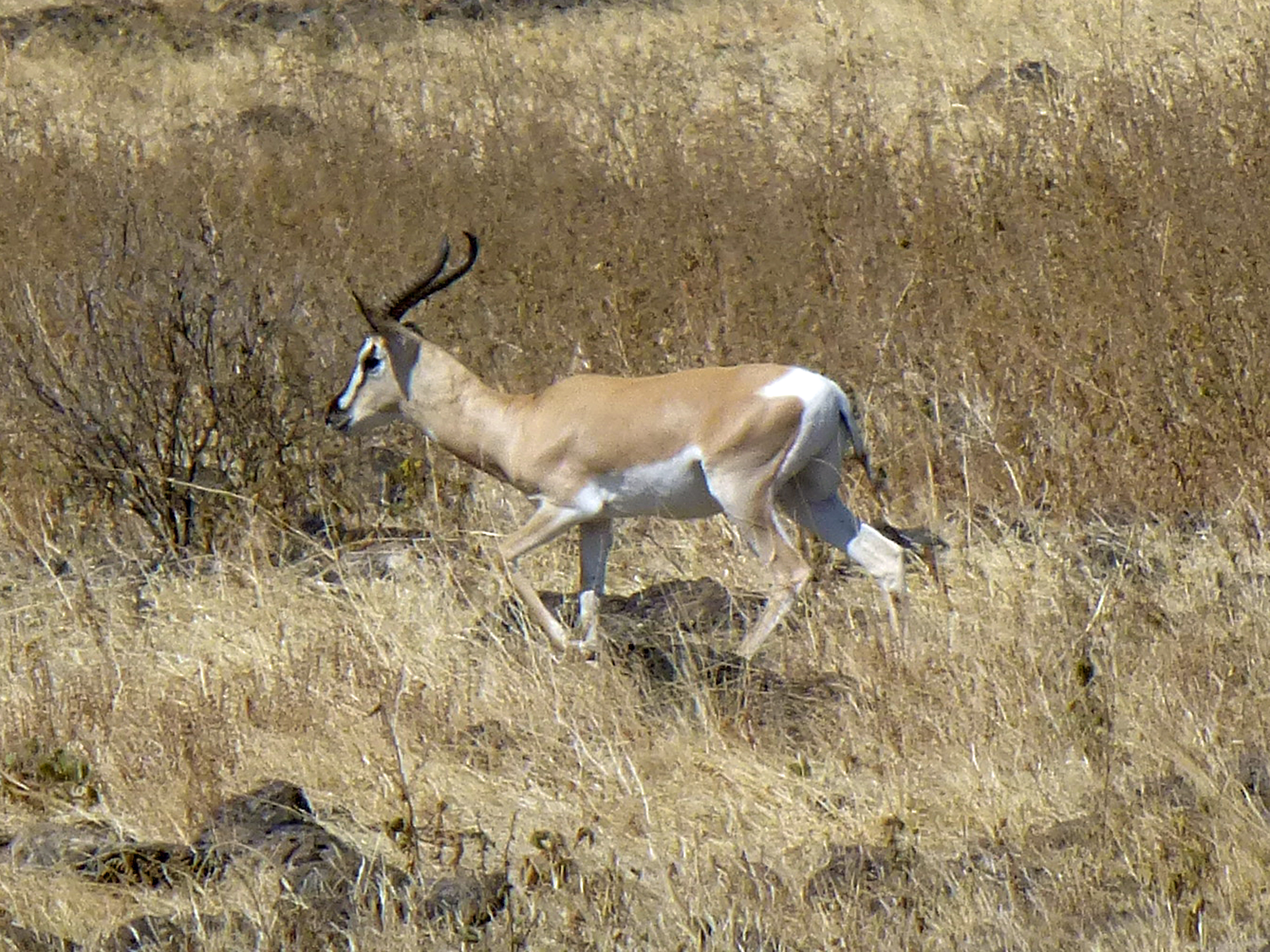
Gazelle de Soemmerring dans l'enceinte du parc

Le parc national de Yangudi Rassa est un parc national d'Éthiopie situé dans la région Afar. D'une  superficie de 4730 km², il comprend le Mont Yangudi, un ancien volcan, et les plaines environnantes de Rassa qui s'élèvent entre 400 et 1459 mètres sont traversées par la rivière Awash. Le quartier général du parc se situe dans la ville de Gewane.
Ce parc national fut proposé en 1977 pour assurer la protection spécifique de l'âne sauvage d'Afrique. D'autres animaux endémiques peuplent le parc, tels que l'oryx beïsa, la gazelle de Soemmerring et de Dorcas, l'antilope girafe et le zèbre de Grévy.